# König Motorenbau
Die vom Berliner Unternehmen König Motorenbau hergestellten Außenbordmotoren waren in der zweiten Hälfte des 20. Jahrhunderts die weltweit erfolgreichsten Rennmotoren in den Klassen bis 700 cm³ des Motorbootsports. Daneben wurden Außenbordmotoren für den Freizeitbereich und zuletzt auch Motoren für Ultraleichtflugzeuge hergestellt.

## Geschichte
Rudolf König gründete die Firma 1927 in Berlin SO 36 (Kreuzberg). Erstes Produkt war ein Seitenbordmotor mit etwa 1 PS (0,74 kW) Leistung. Nach dem Zweiten Weltkrieg baute er mit seinem Sohn Dieter das Unternehmen wieder auf. Von Kreuzberg zog König nach Charlottenburg um, erst zum Einsteinufer, dann in Thaters Privatweg und bis zur Schließung am 31. Mai 1998 an den Friedrich-Olbricht-Damm. Zeitweise gab es für Verkauf und Wartung eine Zweigstelle in Hitdorf bei Köln. Das Unternehmen ging nicht in Konkurs, sondern wurde geschlossen.
Dieter König starb am 17. August 1991 an den Folgen seiner schweren Verletzungen, einen Tag nachdem er bei Saarmund mit einem Ultraleichtflieger während eines Testfluges abstürzte, im Krankenhaus. Auf dem Gelände des Motor-Rennboot-Club (MRC) in Berlin-Steglitz befindet sich ein Gedenkstein für Dieter König.

## Außenbordmotoren
Nach dem ersten Seitenbordmotor konstruierte Rudolf König 1932 seinen ersten Heckmotor, 1937 folgte ein Dreizylinder-Sternmotor mit 500 cm³, der auch zu Motorbootrennen eingesetzt wurde. Das Motorenprogramm umfasste vor dem Krieg drei Seitenbordmotoren mit Leistungen zwischen 1,25 und 2,5 PS und Heckmotoren zwischen 6 und 18 PS. Im Jubiläumsjahr 1977 umfasste das Programm folgende Zweitaktmotoren:
- 4 PS Seitenbordmotor
- 4 PS, 1 Zylinder, 60 cm³. Dieser Motor wurde von der jugoslawischen Firma Tomos produziert und unter der Marke König vertrieben
- 10 und 18 PS, beide 2 Zylinder, 250 cm³. Diese wurden ebenfalls von Tomos produziert und unter König vertrieben
- 30 und 40 PS, beide 2 Zylinder, 603 cm³
- 60 PS, 3 Zylinder, 905 cm³
- 70 PS, 3 Zylinder, 905 cm³. Dieser Motor ist eine Weiterentwicklung des 60-PS-Motors in Zusammenarbeit mit Volvo Penta

Die von König selbst konstruierten Zwei- und Dreizylindermotoren wurden mit Flachdrehschiebern gesteuert, die unmittelbar auf der Kurbelwelle zwischen den Kurbelwangen saßen.

## Rennsport

### Bis 175 cm³
1935 stellte Rudolf König auf der Wassersportausstellung in Berlin einen neuen Rennmotor mit 175 cm³ und etwa 10 PS bei 5800 1/min vor. Mit diesem Motor wurden im gleichen Jahr mehrere Weltrekorde aufgestellt. Der Dauerrekord über zwei Stunden mit einer Durchschnittsgeschwindigkeit von 53,57 km/h, gefahren von dem Berliner Bob Blankenfeldt, wurde bis heute nie überboten.
Nach dem Zweiten Weltkrieg war diese kleinste Hubraumklasse im Bootsrennsport vor allem in der DDR sehr beliebt, dort wurden eigene Motoren hergestellt. Bei den zwischen 1956 und 1972 ausgetragenen 16 Europameisterschaften waren fünf Mal Fahrer mit König-Motoren erfolgreich.

### Bis 700 cm³

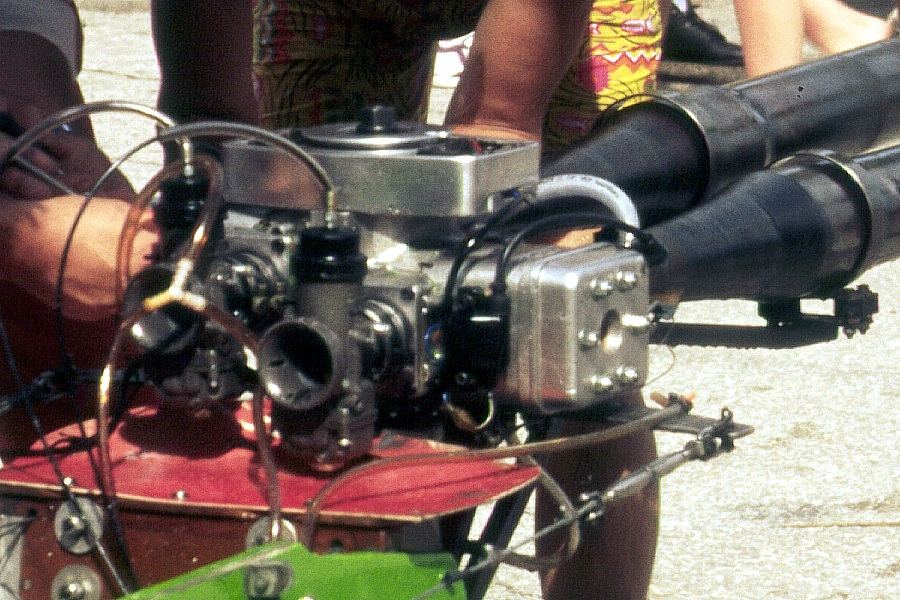
250-cm³-Rennmotor

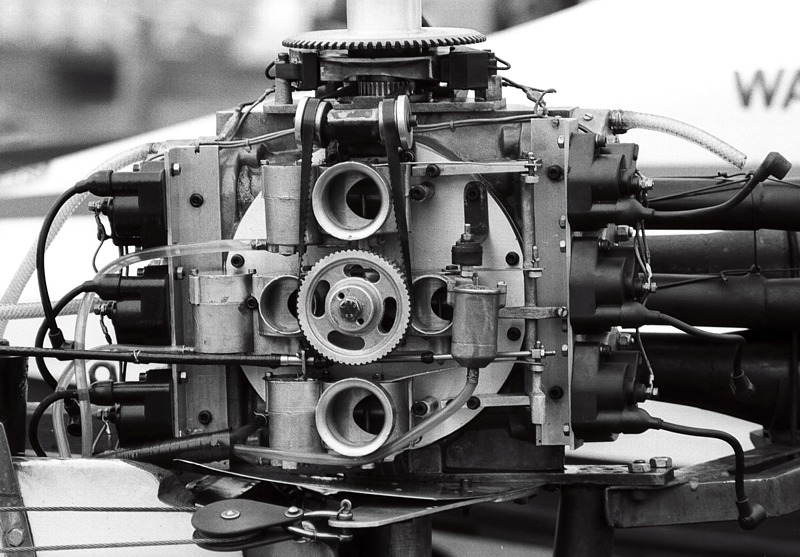
Boxermotor mit Drehschieber

Im Jahr 1963 wurde von der U.I.M. die erste Weltmeisterschaft im Motorbootrennsport ausgetragen. Bis einschließlich 1999 wurden in den Hubraumklassen 250 cm³, 350 cm³, 500 cm³ und 700 cm³ insgesamt 130 Weltmeistertitel vergeben, 115 davon an Fahrer mit König-Motoren.
1947 wurde die erste Europameisterschaft nach dem Krieg ausgetragen. Bis einschließlich 1999 wurden in den Hubraumklassen 250 cm³, 350 cm³, 500 cm³ und 700 cm³ insgesamt 176 Europameistertitel vergeben, 138 davon an Fahrer mit König-Motoren.
Zum Einsatz im Rennsport kamen anfangs Reihenmotoren (bis drei Zylinder) oder Zweizylinder-Boxermotoren, überwiegend aber Vierzylinder-Boxermotoren. Alle Vierzylindermotoren nutzten die gleiche Kurbelwelle. Das Hubraumspektrum von 250 bis 700 cm³ ergab sich durch unterschiedliche Bohrungen. Weitere Konstruktionsmerkmale der Vierzylinder-Boxermotoren:
- zwei Vergaser
- ein seitlich angebrachter Einlass-Drehschieber mit Zahnriemenantrieb
- zwei Resonanzschalldämpfer

In den 1990er-Jahren rüstete König die Einlasssteuerung teilweise auf Flatterventile um.

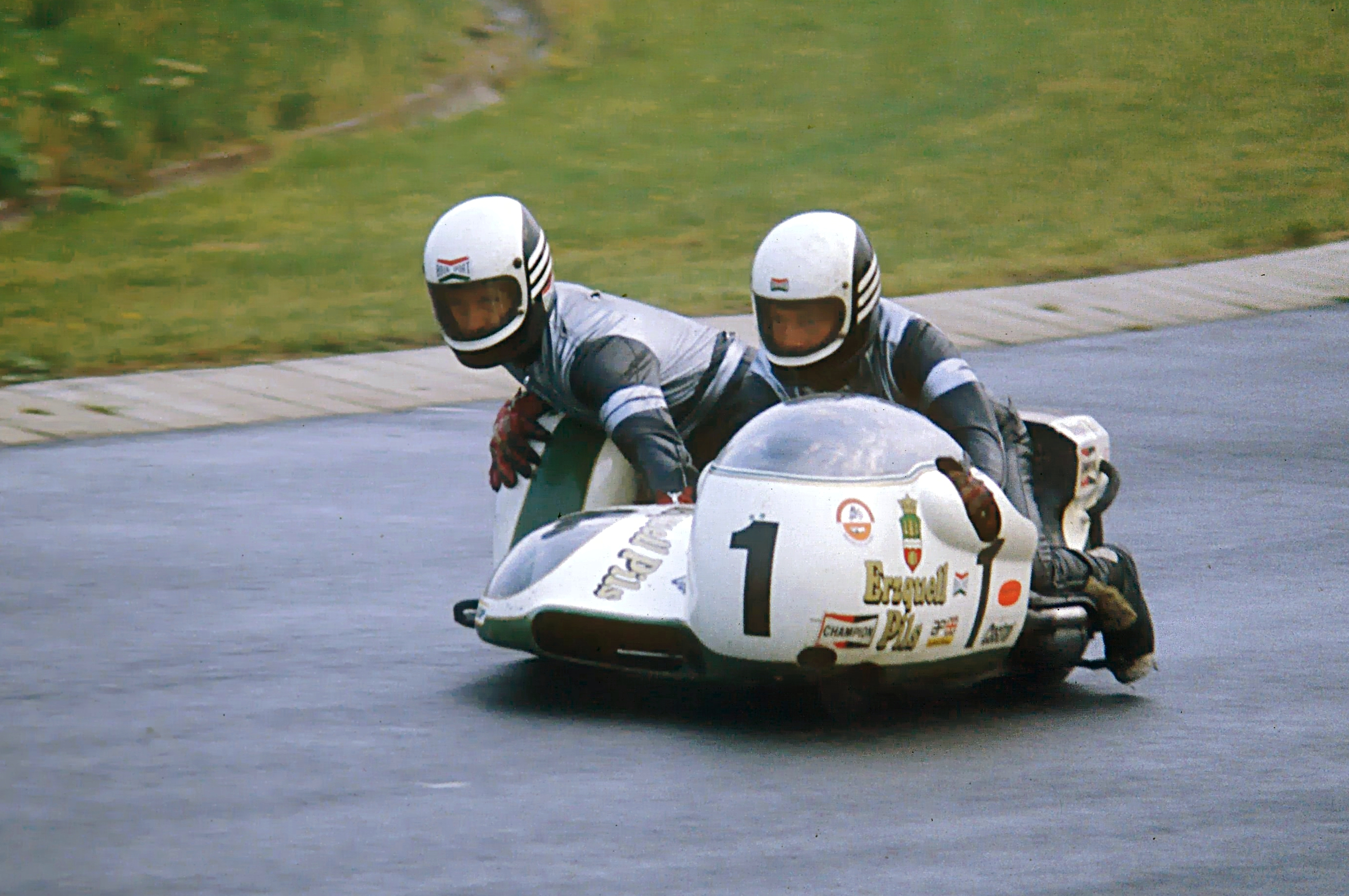
Steinhausen/Huber 1976 auf dem Nürburgring

Es gab weitere Erfolge in Klassen mit Serienmotoren und benzinbetriebenen Rennmotoren („Stock-Motoren“).

### Motorradsport
Auf Anregung des neuseeländischen Rennfahrers Kim Newcombe entwickelte Dieter König Anfang der 1970er-Jahre in Anlehnung an die Bootsmotoren ähnliche Vierzylinder-Zweitakt-Boxermotoren („Doppelboxer“) für Rennmotorräder der 350er und 500er Solo- wie auch der Gespannklasse, die er vorwiegend in eigene Fahrgestelle einbaute. 1973 wurde Newcombe hinter Phil Read postum Vize-Weltmeister der 500-cm³-Klasse. 1975 und 1976 gewann das Duo Rolf Steinhausen/Josef Huber mit einem Busch-König-Gespann die Seitenwagen-Weltmeisterschaft.

## Flugzeugmotoren
Für Ultraleichtflugzeuge bot die Firma König in den 1990er-Jahren fünf verschiedene Zweitaktmotoren mit drei bzw. vier Zylindern an.

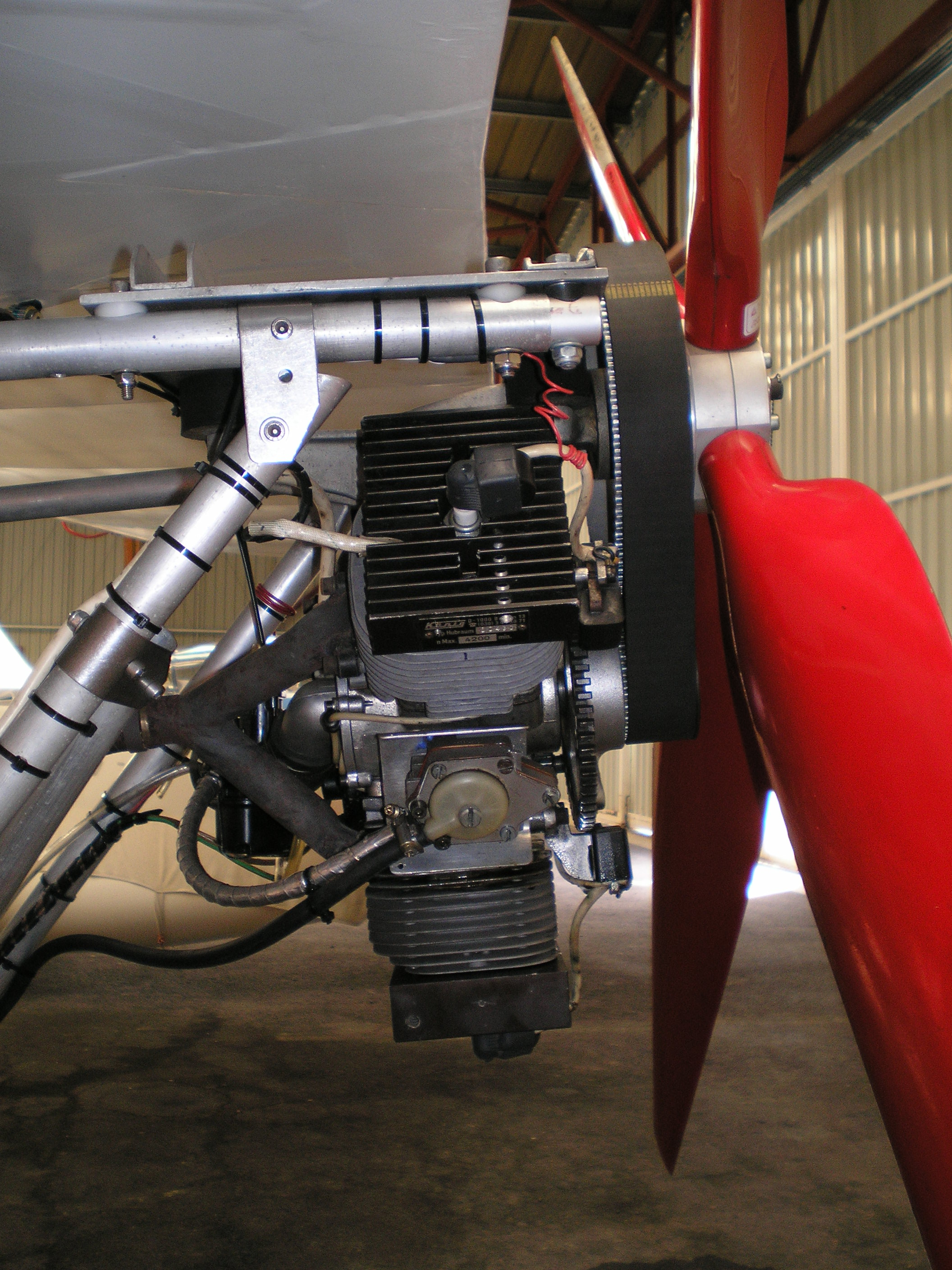
König SC430 in einer Mitchell Wing B-10 mit 3:1 Untersetzung und Neuform 4-Blatt-Propeller
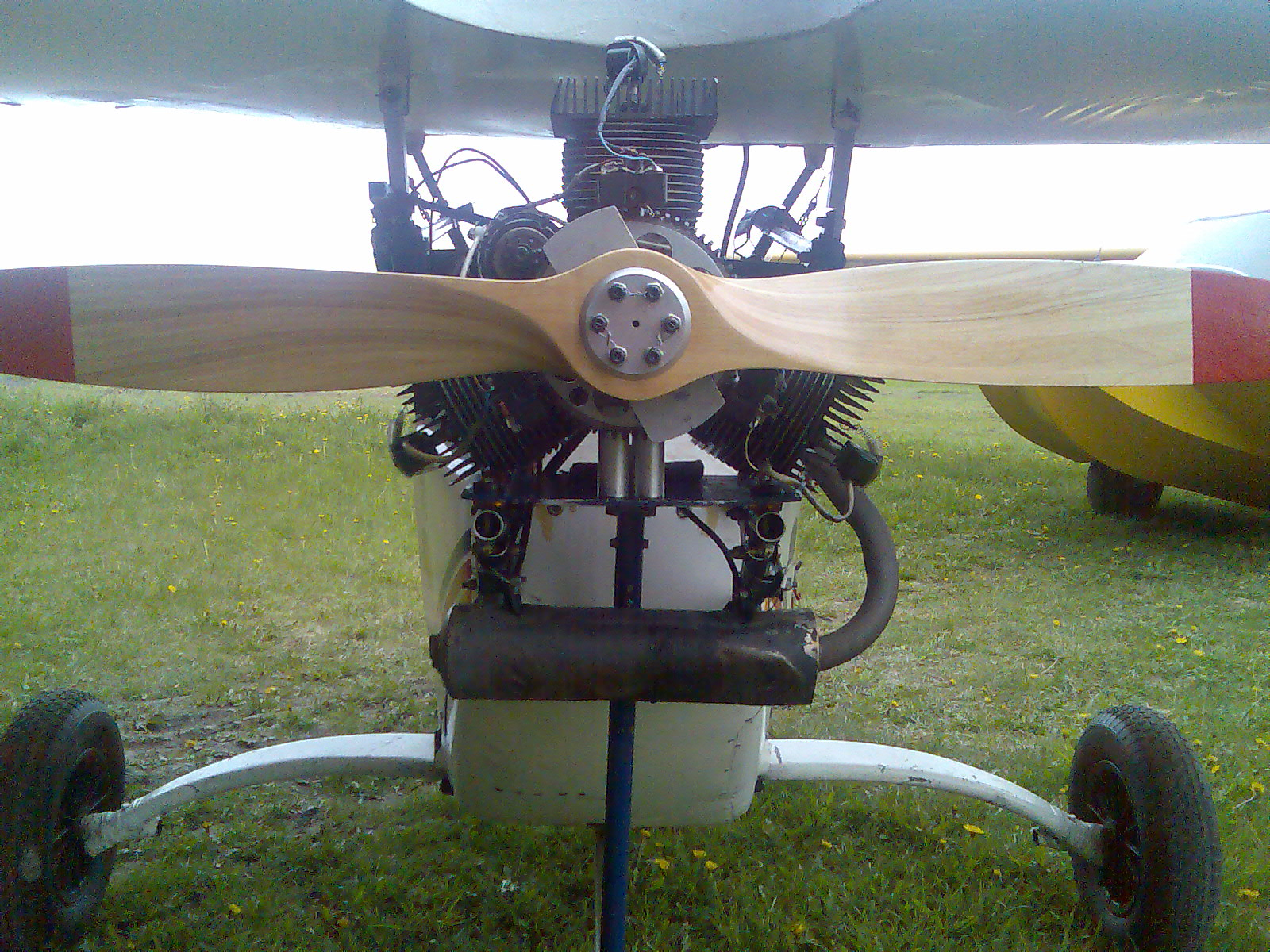
SC430 in einer Mitchell Mitchell Wing B-10 direkt angetriebenen Propeller